# يوحنا رايت
يوحنا رايت (بالإنجليزية: John Wright)‏ (13 أغسطس 1933 بألدرشوت في المملكة المتحدة - ) هو لاعب كرة قدم بريطاني في مركز حراسة المرمى. لعب مع كولتشستر يونايتد وF.C. Clacton ‏.

## وصلات خارجية
- يوحنا رايت على موقع قاعدة بيانات كرة القدم.إي يو (الإنجليزية)
- يوحنا رايت على موقع قاعدة بيانات كرة القدم.إي يو (الإنجليزية)